# Pablo Torres Burgos
Pablo Torres Burgos fue un político mexicano de principios del siglo XX, de actuación durante la Revolución mexicana. Murió asesinado en 1911.
Hijo de Nicolás Torres y Margarita Burgos, nació en Celaya, Guanajuato, pero muy joven llegó a Villa de Ayala en el Estado de Morelos. En 1909 formó el Club Liberal Melchor Ocampo junto con Refugio Yáñez y Luciano Cabrera, los cuales sostuvieron la candidatura de Patricio Leyva para gobernador del estado.
En noviembre de 1910 un grupo de personas empezó a reunirse en su casa para discutir si se adherían al maderismo o no. Torres Burgos fue comisionado para entrevistarse con Francisco I. Madero en San Antonio, Texas. A su regreso fue nombrado jefe del movimiento Maderista en el Estado de Morelos. Con este cargo, el 10 de marzo de 1911, junto con Emiliano Zapata y Rafael Merino, se inició la lucha Maderista en el Estado de Morelos. 
Pablo Torres Burgos elaboró el plan de acción para la toma de Jojutla y con la colaboración de Alejandro Casales y Gabriel Tepepa encabezó dicha acción. Tomaron fácilmente Tlaquiltenango el día 24 de marzo y algunos días más tarde lograron entrar a Jojutla. Pero los hombres que dirigía Gabriel Tepepa no obedecieron las órdenes de Torres Burgos y saquearon los comercios de la ciudad; tras este acontecimiento desagradable, renunció al mando del movimiento. Cuando regresó a Villa de Ayala, Torres Burgos fue sorprendido y capturado junto con sus dos hijos, por soldados federales, quienes lo asesinaron en la Barranca de Rancho Viejo entre Tlaltizapán y Moyotepec . Después, su cadáver fue trasladado y exhibido en Cuautla.